# 383 Janina
383 Janina este un asteroid din centura principală, descoperit pe 29 ianuarie 1894, de Auguste Charlois.